# Koriata, Gabrovo
Koriata (în bulgară Корията) este un sat în comuna Sevlievo, regiunea Gabrovo,  Bulgaria. 

## Demografie
Componența etnică a satului Koriata
     Bulgari (100%)
     Nicio identificare (0%)
     Altele (0%)
La recensământul din 2011, populația satului Koriata era de 11 locuitori. Din punct de vedere etnic, toți locuitorii erau bulgari.